# Maximum the hormone
Maximum the Hormone, japanska: (マキシマムザホルモン, Makishimamu Za Horumon) är ett japansk metal-band med medlemmarna Ryo Kawakita (även känd som "Maximum the Ryo"), Nao Kawakita, Daisuke Tsuda och Futoshi Uehara.

## Historia

### 1998–2001
Maximum The Hormone skapades 1998 av Nao, Daisuke och de tidigare medlemmarna Sugi och Key. Deras första album, A.S.A Crew var det enda album som släpptes med Sugi och Key. Sugi och Key lämnade bandet 2001, och lämnade tomma platser på bas och gitarr.

### 2001–2002
Sent år 2001 värvade bandet Uehara för att fylla den tomma bas-platsen och Ryo, Naos yngre bror, att fylla den tomma gitarrplatsen och sång. Bandet släppte tre singlar följt av deras nästa album, Ootori. 2002 släppte bandet ännu ett album, Mimi Kajiru som innehöll Daisukes signaturvrål och Ueharas basspelande.

### 2003–2005
Efter deras första album började bandet med mer traditionell inspelning, det vill säga släppa två singlar, följt av ett album. Deras nästa album, Kusoban som släpptes 2004, lyckades blanda hårdrock/metal med ljus j-pop och detta gav bandet mainstreamuppmärksamhet.
Efter att ha spelat in ett par singlar till släppte bandet Rokkinpo Goroshi. Detta skapade plötslig ökning i deras fanbase, och de började sälja ut fler gigs, spela på fler festivaler och till och med släppa en live-dvd, Debu vs. Debu. Singeln Rolling1000TOON blev outro-låt till animeserien Air Master.

### 2006 och framåt
2006 kom bandets utbrott i den populära kulturen med låten Koi no Megalover, som nådde plats nr nio på "Oricon"-listan, sommaren 2006. Det var deras första top-tio-hit i Japan. Bandet fick tre av sina nyaste låtar med i animeserier. What's up people!? och Zetsoubou Billy blev intro och outro till serien Death Note. Låten Akagi blev outro för serien med samma namn, Akagi.
Därefter släppte bandet sitt nästa album, Buiikikaesu!! och hamnade på femte plats på "Oricon"-listan, deras första album på top-tio.

## Medlemmar
Nuvarande medlemmar
- Daisuke-han (ダイスケはん, Daisuke Tsuda) – sång , screaming, rap (1998– )
- Nao (ナヲ, Nao Kawakita) – trummor, sång (1998– )
- Maximum the Ryo-kun (マキシマムザ亮君, Ryo Kawakita) – gitarr, sång (1999– )
- Ue-chan (上ちゃん, Futoshi Uehara) – basgitarr, bakgrundssång (1999– )

Tidigare medlemmar
- Sugi – gitarr (1998–1999)
- Key – basgitarr (1998–1999)

## Diskografi

### Studioalbum
- A.S.A. Crew (augusti 1999)
- Rokkinpo Goroshi (ロッキンポ殺し, 2 mars 2005)
- Buiiki Kaesu (ぶっ生き返す, 14 mars 2007)
- Yoshū Fukushū (予襲復讐, 31 juli 2013)

### EP
- Ootori (Hou) (鳳 (ほう), februari 2001)
- Mimi Kajiru (耳噛じる, 23 oktober 2002)
- Kusoban (糞盤, 21 januari 2004)
- Mimi Kajiru Shinuchi (18 november 2015)
- Korekara no Menkata Cottelee no Hanashi wo Shiyou (28 november 2018)

### Singlar
- "Bullpen Catcher's Dream" (ブルペン キャッチャーズ ドリーム, oktober 2000)
- "Niku Cup" (肉コップ, 29 maj 2002)
- "Enzui Tsuki Waru" (延髄突き割る, 3 september 2003)
- "Rock Bankurawase" / "Minoreba Rock" (ロック番狂わせ／ミノレバ☆ロック, 23 juni 2004)
- "Houchou Hasami Cutter Knife Dosu Kiri" / "Rei Rei Rei Rei Rei Rei Rei Rei Ma Ma Ma Ma Ma Ma Ma Ma" (包丁・ハサミ・カッター・ナイフ・ドス・キリ／霊霊霊霊霊霊霊霊魔魔魔魔魔魔魔魔, 25 november 2004)
- "Zawa.. ..Zawa.. .. ..Z.. Zawa.. .. .. ..Zawa" (ざわ・・・ざわ・・・ざ・・ざわ・・・・・・ざわ, 16 november 2005)
- "Koi no Mega Lover" (恋のメガラバ, 5 juli 2006)
- "Tsume Tsume Tsume" / "F" (爪爪爪 /「F」, 9 juli 2008)
- "Greatest the Hits 2011-2011" (グレイテスト・ザ・ヒッツ 2011〜2011, 23 mars 2011)

### DVD:er
- Debu vs. Debu (15 september 2005)
- Deco vs. Deco (19 mars 2008)